# Irmela Mensah-Schramm
Irmela Mensah-Schramm (Stuttgart, 1945) es una activista defensora de los derechos humanos. Se hizo famosa a partir del 1986 cuando empezó su acción política dedicada a fotografiar, quitar y archivar todas las pegatinas y grafitis neonazis de las calles de su país, Alemania.

## Biografía
Entre 1969 y 2006, Mensah-Schramm trabajó de maestra y educadora especializada. En el año 1975, apoyó al Consejo de los Refugiados en Amnistía Internacional. En 1981, se afilió al Alternativen Liste für Demokratie und Umweltschutz (Lista Alternativa por la Democracia y el Medioambiente), el antiguo Partido Verde de Berlín. Después de Reuninficación (Die Wende), Mensah-Schramm exendió su trabajo hacia el resto del país. 
Mensah-Schramm dedica de 20 a 40 h semanales a borrar las pintadas racistas y antisemitas del espacio público. De su trabajo se han realizado más de 450 exposiciones sobre el tema de la lucha contra el odio. También el Museo Histórico Alemán de Berlín presentó su amplia colección de pegatinas (cerca de 80.000 tan solo en estos últimos diez años) en la muestra del 2016 Angezettelt. Antisemitische und rassistische Aufkleber von 1880 bis heute (En la pared. Pegatinas antisemitas y racistas desde 1880 hasta nuestros días). Toda una sala está exclusivamente dedicada al retrato y al trabajo de Mensah-Schramm. De igual modo ella muestra sus fotografías como ilustración de su acción política en los talleres de sensibilización que da de forma voluntaria en los colegios e institutos alemanes. 
Pero su acción no está exenta de riesgos: es frecuentemente objeto de insultos y amenazas de muerte cuando no es víctima de ataques directos. De hecho, fue atacada por un agente de seguridad de los transportes públicos berlineses cuando estaba repintando un grafito “a gasear a los turcos”. El agresor la empujó, ella cayó de cabeza hacia atrás lo que le causó un traumatismo craneoencefálico. El agente presentó una denuncia por violación de domicilio, daños contra bienes y lesiones corporales. Mensah-Schramm también presentó una denuncia contra él por agresión física, con los consiguientes procesos legales. 
A pesar de estos peligros y de su edad, mayor de setenta años, no sale nunca sin su material: su cámara de fotos, un cepillo, los pinceles, disolvente y su bomba de pintura rosa.

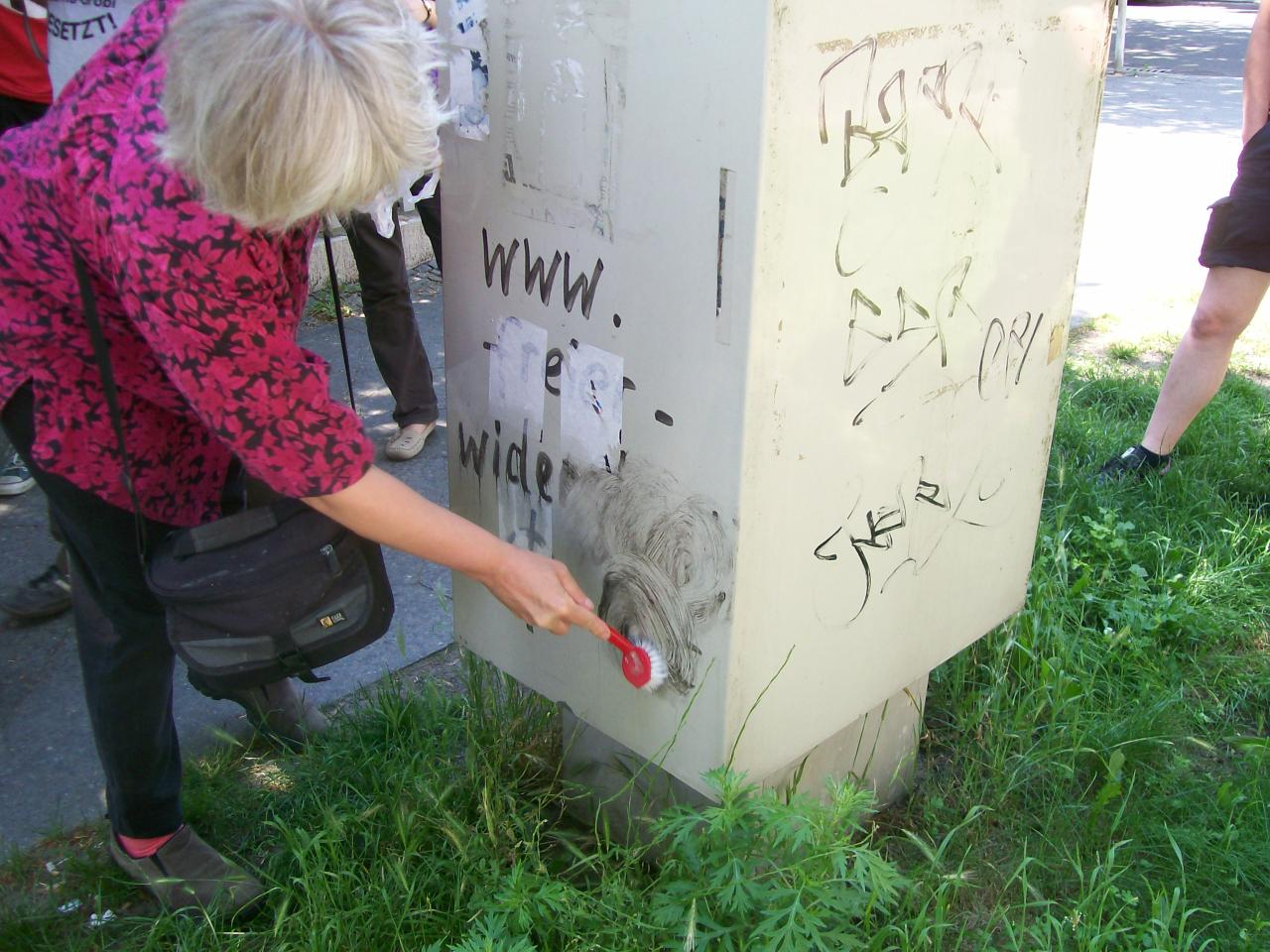
Irmela Mensah Schramm borrando la propaganda neonazi en Berlín-Frohnau

El compositor y cantante Gerhard Schöne le rindió homenaje con su canción Die couragierte Frau (La mujer valiente).

## Merke! Hass weg– ¡Recuerda! Abajo el odio
En mayo del 2016, Mensah-Schramm repintó la frase Merkel muss weg (Fuera Merkel) a Merke! Hass weg (¡Recuerda! Abajo el odio) que vio en un paso subterráneo de peatones en el barrio de Zehlendorf-Berlín. Los vecinos alertaron a la policía. Mensah-Schramm justificó su acción explicando que la frase le parecía proveniente del movimiento Pegida, cuya principal misión consiste en hacer apología del odio. A principios de octubre del 2016, un juez berlinés inició un proceso penal contra ella por degradación del espacio público y se la condenó a una multa condicional de 1800 euros.
En el 2017, la asociación Erinnern und Verantwortung (Acuérdate y Reacciona) lanzó una petición de apoyo a Mensah-Schramm por este motivo.

## Premios

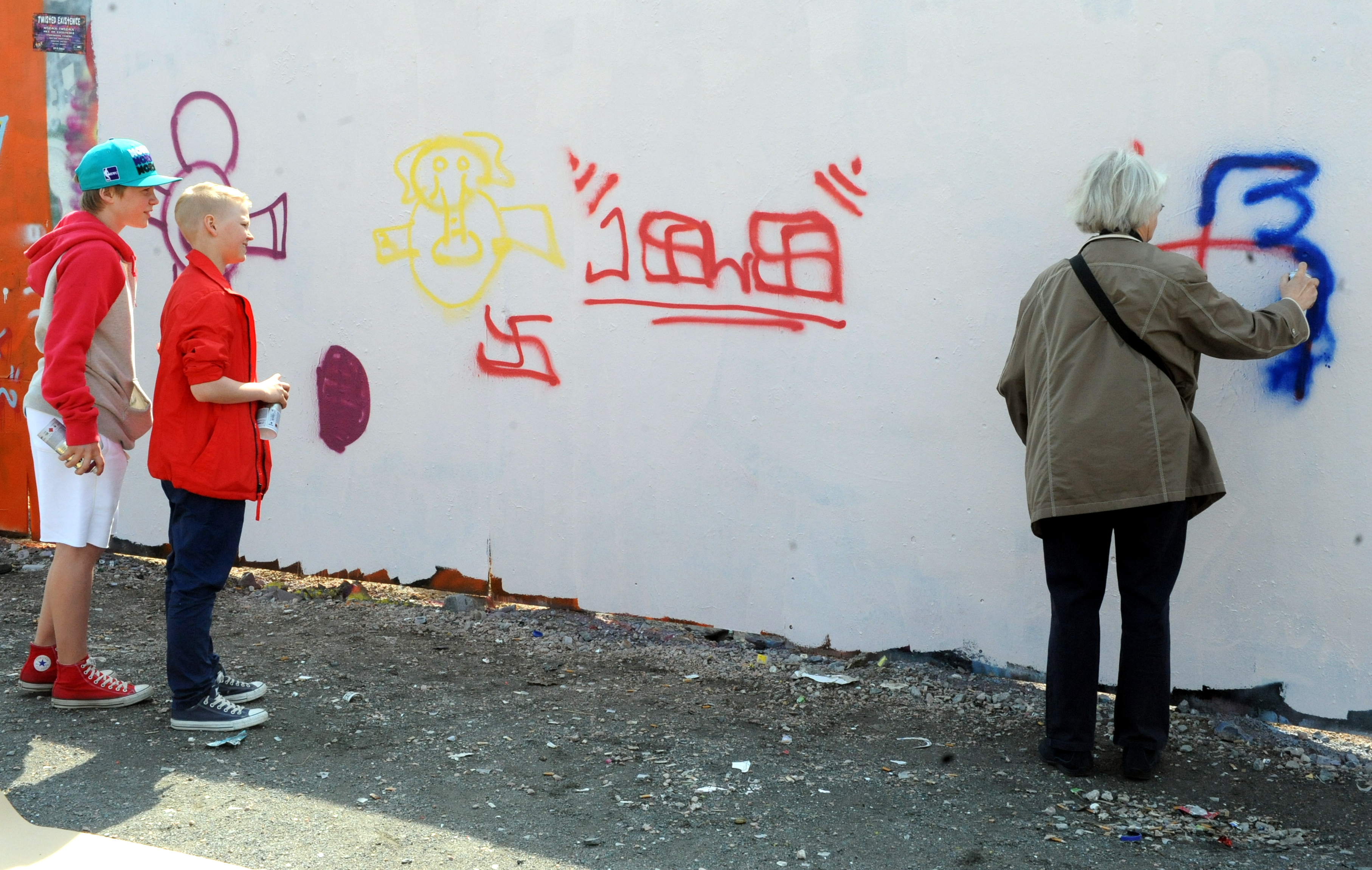
Irmela Mensah-Schramm (2013) en un taller de grafiti en Suvilahti, Helsinki.

- 1996: recibió la Orden del Mérito de la República Federal de Alemania. La devolvió en el 2000, después de haberse enterado de que esa misma medalla había sido entregada a Heinz Eckhoff, actualmente miembro del partido CDU y antiguo miembro del NPD y SS bajo el Tercer Reich.
- 2005: Premio Erich Kästner entregado por la fundación Presse Club Dresden por su coraje cívico.
- 2006: Premio Activo por la Democracia y la Tolerancia por el Gobierno federal alemán.
- 2015: Premio por la Paz Göttinger entregado por la fundación Dr. Roland Röhl.[12]
- 2016: Premio Silvio Meier entregado por el Consejo municipal de Kreuzberg-Friedrichshain como reconocimiento de su lucha contra la extrema derecha, el racismo, la exclusión y la discriminación.[13]